# Marble Phrogg
Marble Phrogg war eine US-amerikanische Psychedelic-Rock-Band aus Tulsa, die 1968 eine gleichnamige LP veröffentlichte. Auf ihr spielten sie Coverversionen bekannter Titel, die sie in Acid Rock-Versionen präsentierten. Die ursprünglich auf dem winzigen Label „Derrick“ veröffentlichte LP erzielte höchste Preise und wurde 2010 auf CD wiederveröffentlicht.